# Château d'Épierre (Ain)
Pour les articles homonymes, voir Château d'Épierre.
Le Château d'Épierre, ou Cellier d'Épierre ou encore Abbaye d'Épierre, est une  bâtisse du XIIe siècle et XIIIe siècle situé sur la commune de Cerdon, dans le département de l'Ain. Il avait originellement une fonction de cellier, de ferme et de dépendance de la Chartreuse de Meyriat,  aujourd'hui en ruine.

## Architecture et environnement
Le corps du bâtiment principal, long de 40 mètres, est flanqué de deux tours à trois étages, le tout reposant, par l'intermédiaire d'un très rare plancher suspendu, sur d'immenses caves voutées. L'ensemble des bâtiments est niché au creux d'un vallon où la nature, le calme, la sérénité nous amène à comprendre le désir des Chartreux d'y construire un cellier et d'y planter des vignes sur plus de 50 hectares à l'époque. Au fond du vallon, se trouve la cascade de la Fouge très prisée par les visiteurs pour sa beauté, sa fraîcheur en été et ses stalactites de glace en hiver quand la cascade est gelée.

## Protection
L'ensemble des bâtiments a fait l’objet d’une inscription au titre des monuments historiques depuis le 30 mai 2005.